# Fago
Pour les articles homonymes, voir Fago (homonymie).
Pour les articles ayant des titres homophones, voir Fagot et Phago.
Fago est une commune d'Espagne dans la communauté autonome d'Aragon, province de Huesca. Elle n'est composée que d'un seul village du même nom.

## Géographie
Le territoire de la commune se situe dans le massif montagneux des Pyrénées :
| \| Fago \| Géolocalisation sur la carte des Pyrénées |
| Fago                                                 |

Administrativement la localité se trouve au nord de l'Aragon dans la comarque de Jacetania.

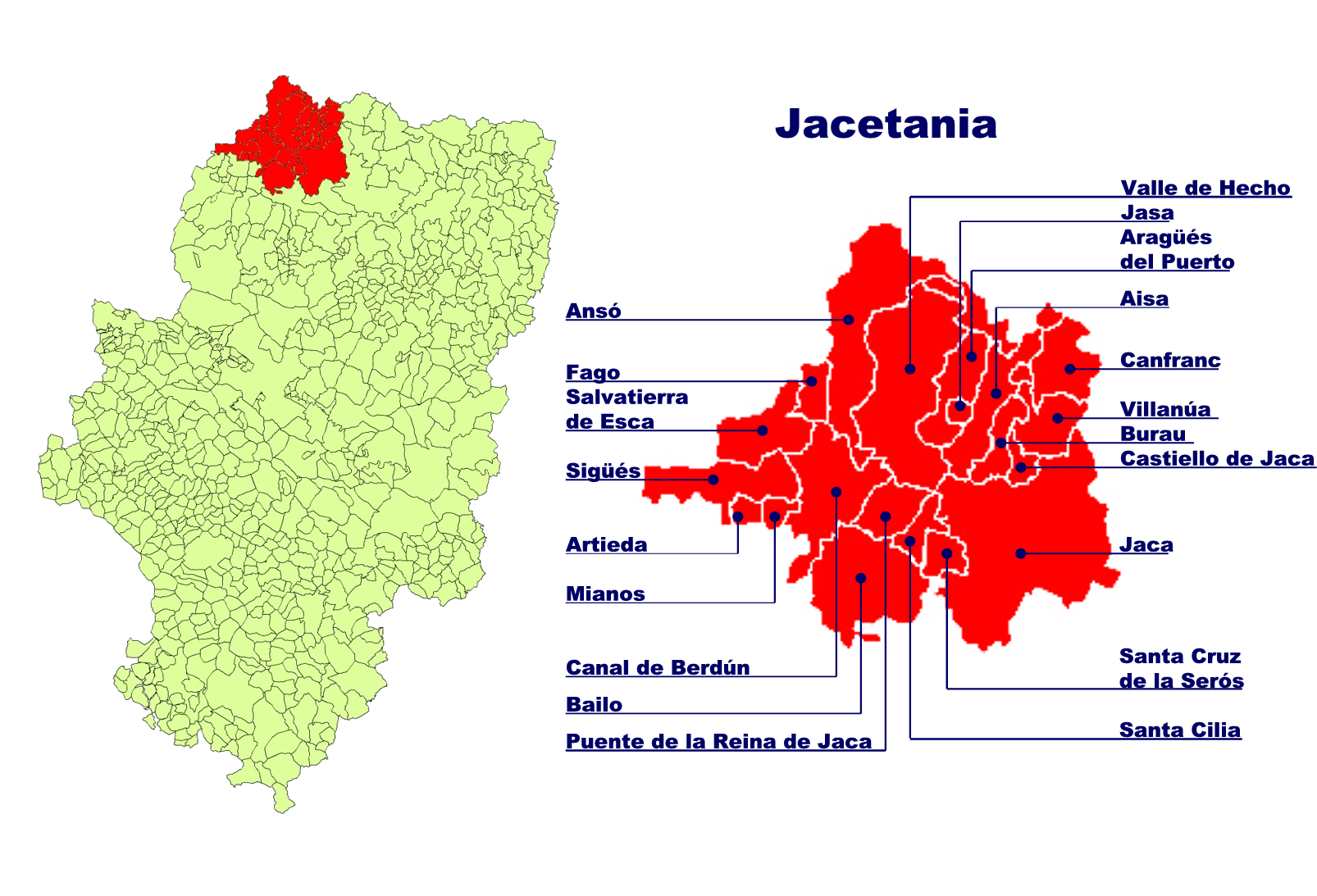
Territoire des communes en la comarque de la Jacetania (zone rouge, reste de l'Aragon en vert clair)

Localités limitrophes : À compléter

## Administration
| Période | Période | Identité              | Étiquette | Qualité |
| ------- | ------- | --------------------- | --------- | ------- |
| 1979    | 1983    |                       |           |         |
| 1983    | 1987    |                       |           |         |
| 1987    | 1991    |                       |           |         |
| 1991    | 1995    |                       |           |         |
| 1995    | 1999    |                       |           |         |
| 1999    | 2003    |                       |           |         |
| 2003    | 2007    |                       |           |         |
| 2007    | 2011    | Enrique Barcos Barcos |           |         |

## Démographie
| Évolution démographique | Évolution démographique | Évolution démographique | Évolution démographique | Évolution démographique | Évolution démographique | Évolution démographique | Évolution démographique | Évolution démographique | Évolution démographique | Évolution démographique | Évolution démographique | Évolution démographique | Évolution démographique | Évolution démographique | Évolution démographique | Évolution démographique | Évolution démographique |
| 1842                    | 1857                    | 1860                    | 1877                    | 1887                    | 1897                    | 1900                    | 1910                    | 1920                    | 1930                    | 1940                    | 1950                    | 1960                    | 1970                    | 1981                    | 1991                    | 2001                    | 2007                    |
| ----------------------- | ----------------------- | ----------------------- | ----------------------- | ----------------------- | ----------------------- | ----------------------- | ----------------------- | ----------------------- | ----------------------- | ----------------------- | ----------------------- | ----------------------- | ----------------------- | ----------------------- | ----------------------- | ----------------------- | ----------------------- |
| 192                     | ..                      | ..                      | 590                     | 505                     | 443                     | 419                     | 372                     | 364                     | 359                     | 306                     | 221                     | 186                     | 107                     | 53                      | 44                      | 37                      | 31                      |

## Patrimoine
- Église (XVIe siècle)

## Culture et traditions
Fêtes municipal de San Cristóbal (Saint Christophe) le 10 juillet et de San Andrés (Saint André) le 30 novembre.